# Backhousia oligantha
Backhousia oligantha är en myrtenväxtart som beskrevs av Anthony R. Bean. Backhousia oligantha ingår i släktet Backhousia och familjen myrtenväxter.
Artens utbredningsområde är Queensland. Inga underarter finns listade i Catalogue of Life.